# Da Capo Oldtimermuseum & Eventhalle
Da Capo Oldtimermuseum & Eventhalle ist ein Automuseum mit einer Veranstaltungshalle im Leipziger Stadtteil Plagwitz, in der Karl-Heine-Straße 103/105. Auf dem Dach des Museums steht als Blickfang ein Flugzeug vom Typ Il-18. Das Flugzeug und die Veranstaltungshalle stehen unter Denkmalschutz.

## Geschichte
Der Münchner Bauunternehmer und Oldtimersammler Manfred Rübesam erwarb in den 1990er Jahren ein großes Gebiet in Leipzig-Plagwitz. Dazu gehörte auch ein Gebäude des ehemaligen Bodenbearbeitungsgerätewerks Leipzig von 1894 (vormals Landmaschinenfabrik Rudolph Sack). Ende 2000 eröffnete er in diesem Gebäude sein Museum. Dafür ist auch die Bezeichnung Rübesam’s Da Capo überliefert. Es war an sechs Tagen pro Woche geöffnet.

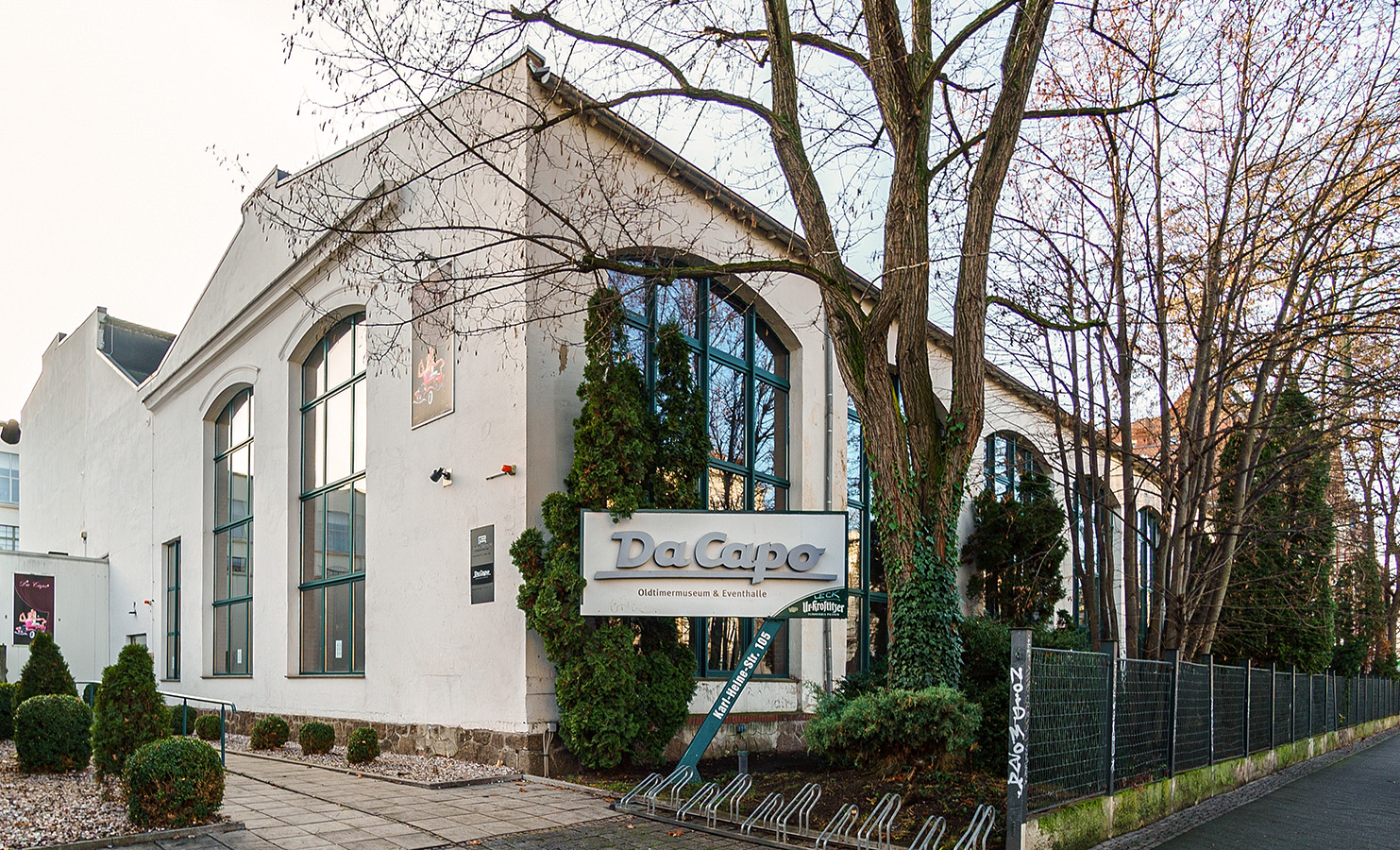
Die Veranstaltungshalle (2021)

Anfang 2002 übernahm die Hotel Michaelis GmbH das Objekt als Pächter und Betreiber. Rübesam wurde später insolvent, und die Immobilie wurde verkauft. Seine Fahrzeugsammlung wurde 2007 veräußert.
Die Betreibergesellschaft und ihr Partner Stefan Werner führen das Museum weiter. Es sind nunmehr andere Fahrzeuge ausgestellt als vorher, teilweise als Leihgaben. 2014 war das Museum an fünf Tagen pro Woche geöffnet, 2022 nur noch nach Vereinbarung. Der Schwerpunkt liegt mittlerweile auf der Nutzung der Veranstaltungshalle als Platz für unterschiedliche Anlässe.

## Ausstellungsgegenstände

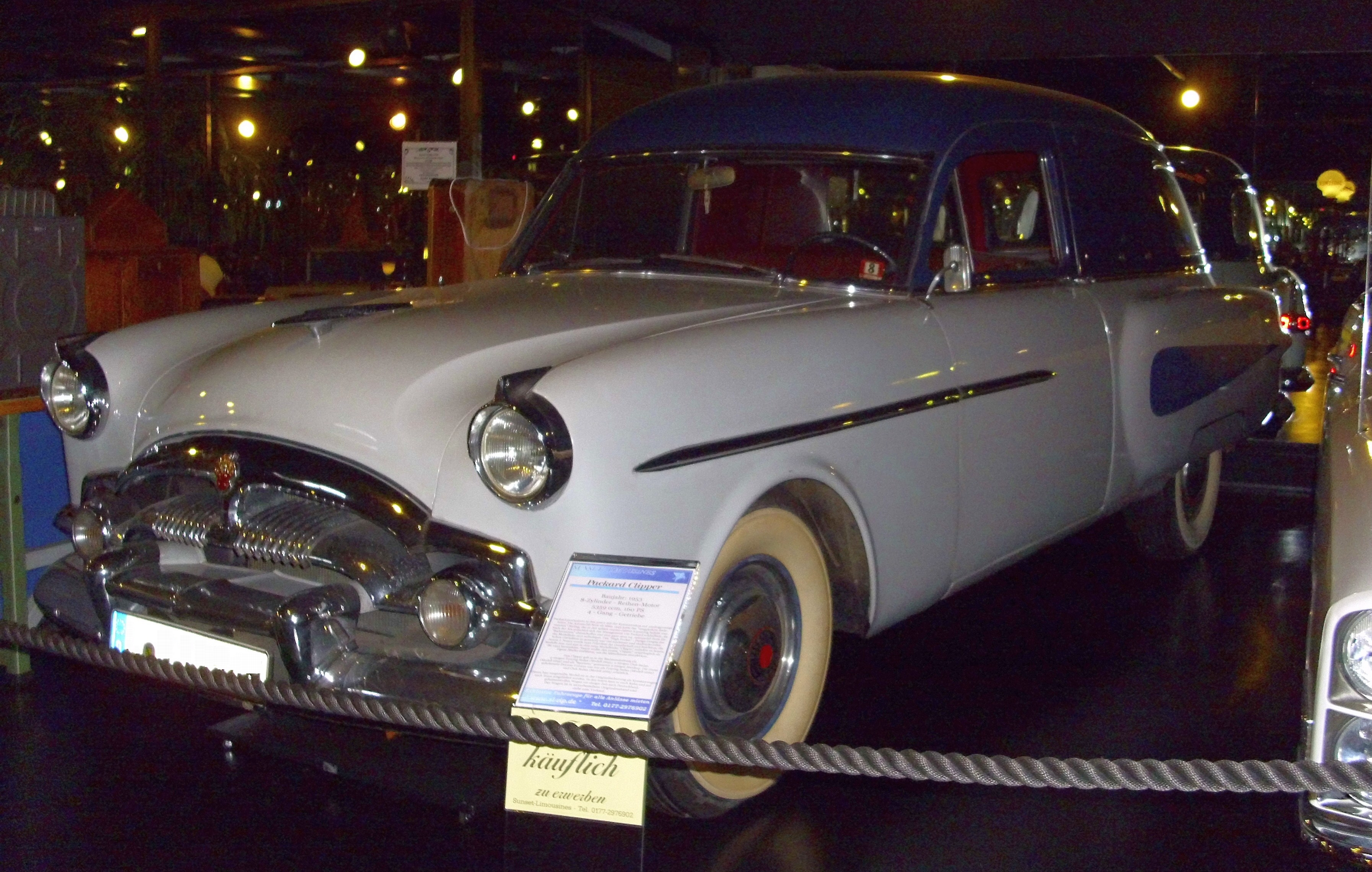
Packard von 1953 mit Krankenwagenaufbau von der Henney Motor Company
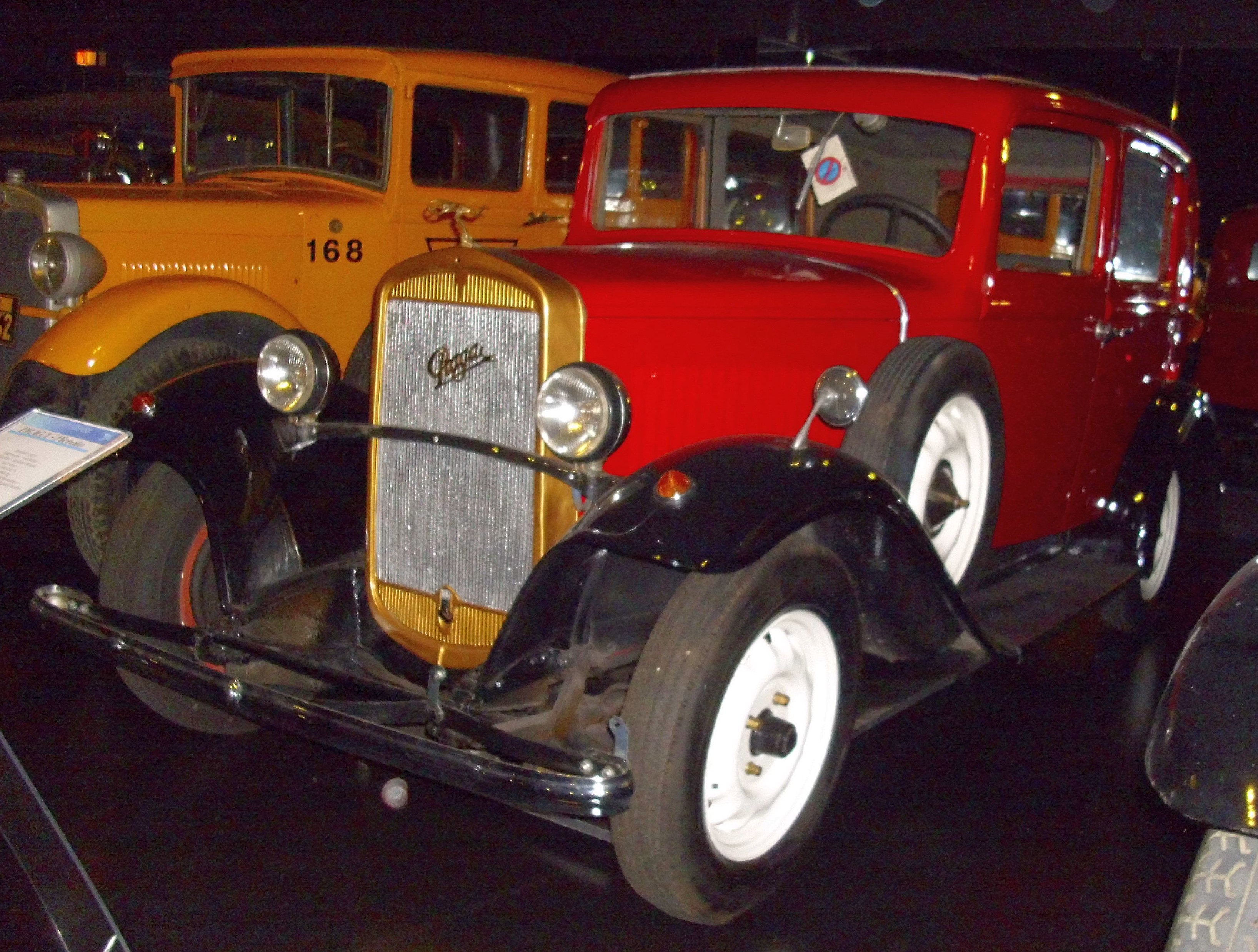
Praga Piccolo von 1933
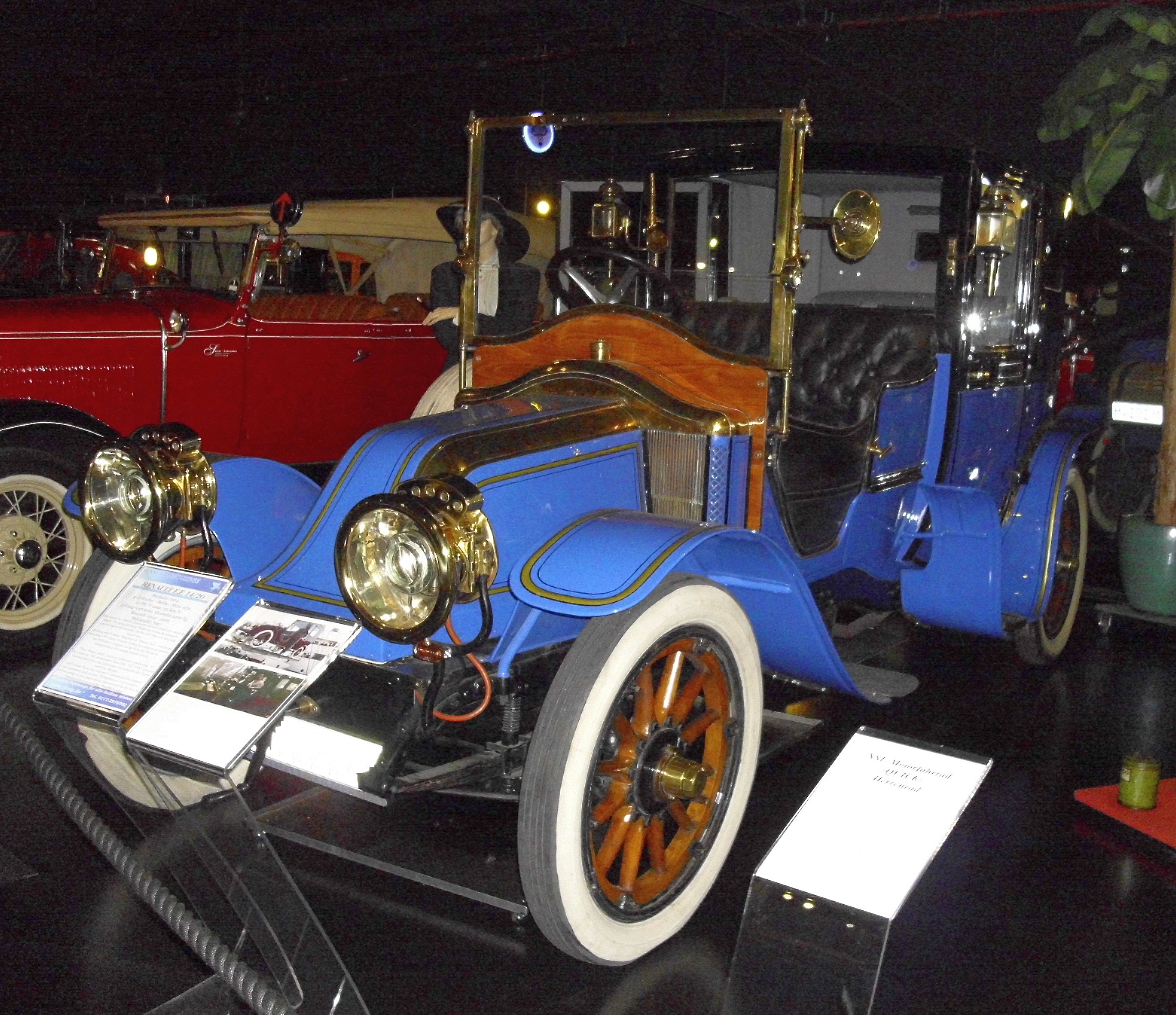
Renault Type EF von 1914

2004 waren 21 Pkw ausgestellt, die überwiegend aus den USA stammten. Es waren Auburn 851 von 1935, 852 von 1936 und Boattail Speedster von 1932, Buick Modell 10 von 1910 und Buick Skylark von 1953, Cadillac Series 370 von 1931 und zwei Eldorado, Corvette von 1957, 1960 und 1960, Cord L-29 von 1929, Ford Modell T von 1910 und Thunderbird von 1956, Hispano-Suiza K 6 von 1937, Jaguar E-Type von 1966 und 1967 und XK 140 von 1954, zwei Packard 745 von 1930 und Twelve mit Sonderkarosserie von Fernandez & Darrin. Außerdem waren damals zwei Motorräder, Propeller, Mode und Reiseutensilien ausgestellt.
2014 zeigte das Museum etwa 40 Autos, sieben Motorräder und Mopeds, zwei Motoren und weiterhin Propeller, Mode und Reiseutensilien. Eine Besonderheit ist ein Renault Type EF von 1914, der im Film Titanic eingesetzt wurde.